# Gamma Capricorni
Gamma Capricorni (Nashira, 40 Capricorni) é uma estrela na direção da Capricornus. Possui uma ascensão reta de 21h 40m 05.34s e uma declinação de −16° 39′ 44.1″. Sua magnitude aparente é igual a 3.69. Considerando sua distância de 139 anos-luz em relação à Terra, sua magnitude absoluta é igual a 0.54. Pertence à classe espectral A7III:mp.... É uma estrela variável α² Canum Venaticorum.